# George McGovern
George McGovern (19. července 1922 Avon, Jižní Dakota – 21. října 2012 Sioux Falls) byl americký politik.
Během druhé světové války byl pilotem. Dne 20. listopadu 1944 se zúčastnil náletu na Zlín. Šlo o jeho poslední, 35. misi před návratem do USA.
Od roku 1957 do 1961 byl členem Sněmovny reprezentantů a v letech 1963–1981 Senátu USA. V roce 1972 byl protikandidátem Richarda Nixona v prezidentských volbách (rovněž kandidoval v letech 1968 a 1984). Od roku 2000 je nositelem Prezidentské medaile svobody. Byl odpůrcem války ve Vietnamu.